# Corey Santee
Corey Donya Santee (Flint, 13 settembre 1983) è un ex cestista statunitense, professionista nella NBDL, in Europa e in Asia.